# Satrapanus grayi
Satrapanus grayi är en spindeldjursart som först beskrevs av Beier 1976.  Satrapanus grayi ingår i släktet Satrapanus och familjen blindklokrypare. Inga underarter finns listade i Catalogue of Life.